# Pteroma plagiophleps
Pteroma plagiophleps là một loài côn trùng trong họ Psychidae. Loài này được Hampson miêu tả khoa học đầu tiên.
Đây là loài gây hại của cây Acacia mangium, phát triển phổ biến ở Indonesia.